# Carlos Martel
Carlos Martel (en latín: Carolus Martellus; en alemán: Karl Martell; en francés: Charles Martel; Herstal, actual Bélgica, 23 de agosto de 686-Quierzy-sur-Oise, actual Francia, 15 o 22 de octubre de 741) fue un político y jefe militar franco, quien como duque y príncipe de los francos (en latín: dux Francorum) y mayordomo de palacio del reino de Austrasia desde el año 715 hasta su muerte, fue el gobernante de facto de los francos. 
Uno de sus hijos, y de su primera mujer, Rotrudis de Tréveris, fue Pipino el Breve (o Pipino III). Según el manuscrito medieval Crónica de Saint Denis, Carlos, también conocido como «el Martillo» (en francés antiguo, Martel) debe su sobrenombre a que «como el martillo (martel) quiebra y machaca el hierro, el acero y los demás metales, así quebró él y machacó a sus enemigos».
Continuando y expandiendo la obra de su padre, Carlos restauró el gobierno centralizado en el Reino de los Francos y dio inicio a una serie de campañas militares que reestablecieron a los francos como los amos indiscutibles de toda la Galia. Según una fuente casi contemporánea, el Liber Historiae Francorum, Carlos fue «un guerrero inusualmente […] efectivo en la batalla». 
A la muerte de su padre Pipino de Heristal (714), Carlos, que ya tenía 28 años, pasó a ocupar la plaza de mayordomo de palacio. Pero como era bastardo, Plectruda, esposa de Pipino, instigó para echarle del poder a fin de que lo ocupara su hijo Thiaud, que contaba entonces 6 años y era el heredero legítimo. Carlos fue encarcelado.
Sin embargo, diversas provincias del reino no aceptaban que una mujer las gobernara, y las revueltas empezaron a estallar, primero en Neustria en 715, cuando Rainfroi —mayordomo del palacio de Neustria— venció a Thiaud en el bosque de Cuise y condujo a sus tropas hasta las orillas del Mosa. El norte de Italia se sublevó después y se adhirió a Neustria; le siguieron Sajonia y Austrasia.
En ese momento Carlos se evade de la cárcel (715) y se pone al frente de las revueltas de Austrasia. En primer lugar tiene que enfrentarse a los neustrianos y saldrá victorioso en dos batallas: Amblève (716) y Vichy (21 de marzo de 717). Entonces se dirige a Colonia, donde reside Plectruda con su hijo, a quien no le queda más remedio que reconocer la derrota y dejar el poder de Austrasia en manos de Carlos.
En 732, Carlos Martel derrotó a las fuerzas árabes del califato omeya en la Batalla de Poitiers, en un tiempo en que el califato controlaba la mayor parte de la Península ibérica. Junto a sus esfuerzos militares, tradicionalmente se le ha acreditado a Carlos el jugar un papel trascendental en el desarrollo del sistema de feudalismo franco.
Al final de su reinado, Carlos dividió Francia entre sus hijos, Carlomán y Pipino (el Breve). Este último habría de convertirse en el primer rey de la dinastía carolingia. Carlomagno, hijo de Pipino y por tanto nieto de Carlos, extendió los territorios francos y se convirtió en el primer emperador en occidente desde la caída de Roma.

## Pacificación del reino franco
Una vez en el poder, Carlos instala en el trono a Clotario IV, destronando a Chilperico II, y repudia al obispo de Reims, Rigoberto, favorable a Plectruda. Poco a poco recupera el control de todo el reino franco, venciendo primero a Rainfroi, el mayordomo de palacio de Neustria, después a Eudes, duque de Aquitania. Para reunificar el reino franco deberá combatir de nuevo con Neustria hasta someterla definitivamente tras la derrota en la batalla de Soissons. Quiere, asimismo, reconquistar la frontera este del reino; de 720 a 738 conquista Austria y el sur de Alemania. De esta manera quedará restablecido el reino franco como lo estaba bajo el gobierno de Pipino de Heristal.
Tras la muerte de Clotario IV, se verá obligado a reponer en el trono a Chilperico II. Cuando este fallece en 721, Carlos va a buscar, entonces, al monasterio de Chilles al hijo de Dagoberto III, Teodorico IV, con quien tenía una relación extremadamente afectiva, y le instala en el trono.

## Detención de la invasión árabe

### Batalla de Poitiers 732

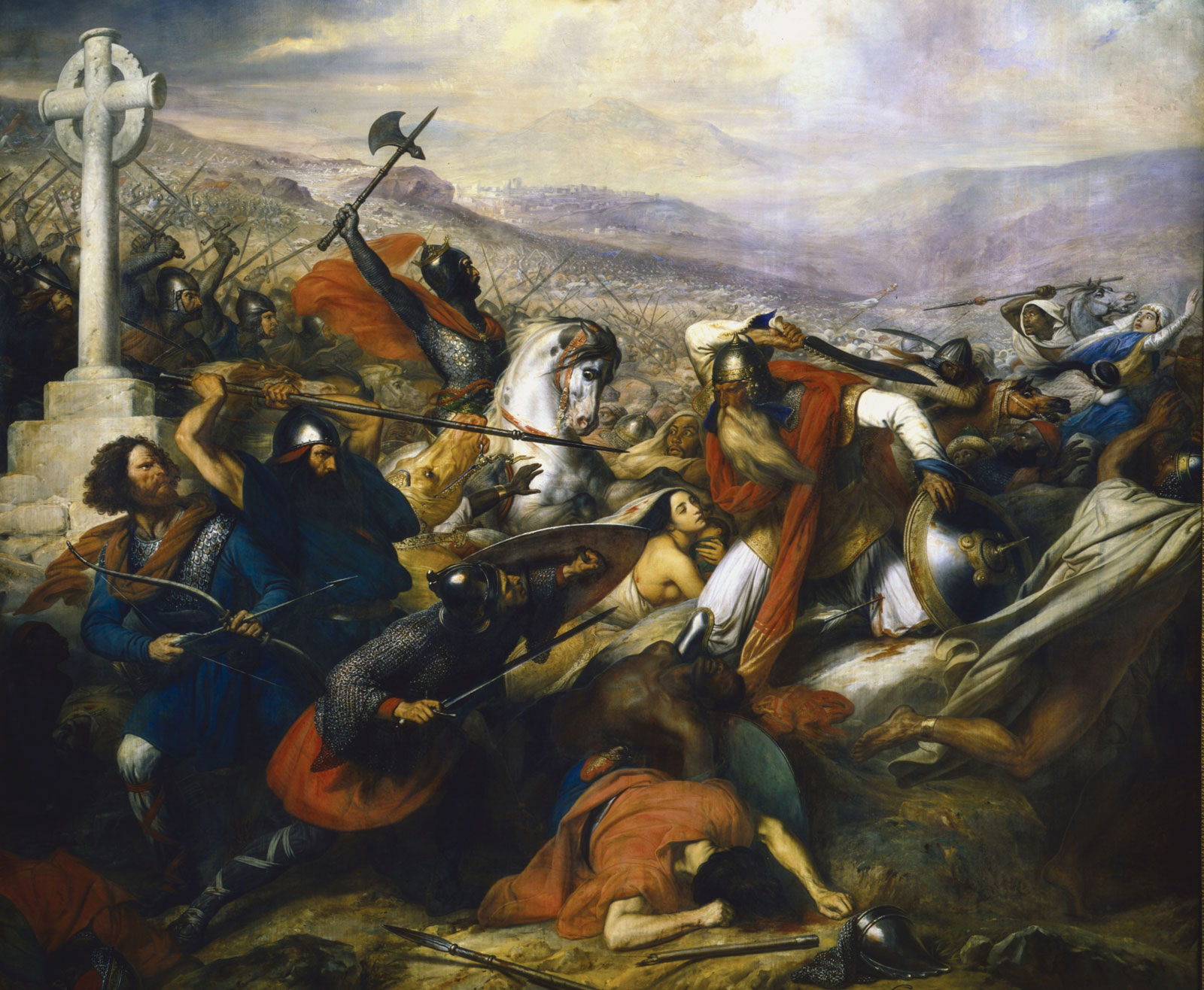
Batalla de Poitiers, en octubre de 732, por Charles de Steuben (Museo del castillo de Versalles, Francia)

En 732 Martel tiene que hacer frente a los ejércitos musulmanes del gobernador de al-Ándalus, Abderramán. La península ibérica estaba ocupada por los árabes y sus aliados los bereberes desde el 711, que continuaron su avance hacia el norte cruzando los Pirineos. En 725 habían conquistado ya el Languedoc y gran parte de la Borgoña actual e intentaban llegar al centro del territorio franco. La intervención del duque de Aquitania, Eudes, pudo detener en 721 el primer embate en Toulouse y, aliándose con el gobernador bereber de Septimania, Munuza, consiguió que los musulmanes se retiraran a la península. Eudes le ofrece su hija en matrimonio a Munuza, pero este muere en un enfrentamiento con el gobernador de al-Ándalus, Abderramán, que, enfurecido, lanza una expedición punitiva contra Aquitania. En 732 comienza una importante ofensiva a través de la frontera, con el fin, entre otros, de tomar el santuario de San Martín de Tours.
El duque Eudes no puede hacer frente él solo a esta acometida y solicita la ayuda de Martel. El 19 de octubre de 732 ambas fuerzas se reúnen en Moussais (actual departamento de Vienne), entre Tours y Poitiers. El ejército franco comandado por Carlos Martel contaba con una infantería veterana de 15 000 a 75 000 hombres. En respuesta a la invasión musulmana, los francos habían evitado las antiguas vías romanas, esperando coger desprevenidos a los invasores. Según las crónicas musulmanas de la batalla, los árabes fueron sorprendidos al encontrarse con unas fuerzas tan importantes que se oponían al saqueo previsto de Tours y esperaron seis días mientras vigilaban al enemigo. El séptimo día, el ejército musulmán de 60 000 a 400 000 hombres, a cuyo frente iba Abderramán, se lanzó al ataque. Los francos derrotaron al ejército islámico y el emir murió. 
Tras la muerte de Abderramán, surgieron los conflictos entre los generales supervivientes y los musulmanes abandonaron el campo de batalla al día siguiente, emprendiendo el camino de retorno. Según algunos autores, Carlos fue apodado Carlos Martillo tras esta victoria, dado que había machacado a las tropas mahometanas cual un martillo (el martillo era un arma de combate). Según otros autores, aprovechando la debilidad del duque Eudes, se amparó en los obispados del Loira y descendió hasta el Midi, saqueándolo concienzudamente y matando a todos los jefes musulmanes que residían allí desde hacía tiempo. Se supone que es entonces cuando le dan el sobrenombre de Martillo. En todo caso, es un apelativo que le da prestigio y atempera a posibles enemigos, y que contribuyó, en gran medida, a la creación del mito de Carlos Martel.
Las tropas musulmanas no son vencidas en todos los frentes. Toman Aviñón y Arlés y en 735 atacan la Borgoña. Muchos señores borgoñones pactan con los árabes. Carlos Martel les obliga a retirarse al valle del Ródano en 736, conquista Aviñón en 737 con su hermano Childebrando, pero no consigue Narbona. Se alía con los lombardos para reconquistar la Provenza. Todos los señores que habían colaborado con los árabes son castigados y sus bienes repartidos entre los guerreros francos. A los árabes ya sólo les queda Narbona. Estas batallas contribuyeron a unificar el reino franco en torno a Carlos Martel.

## Reforma militar
El triunfo en Poitiers completó el nombramiento de Carlos Martel como señor del reino. Se aprovechó de ello para darle una sólida organización militar. Hasta su época, el ejército se había formado sólo de hombres libres, reclutados en los condados en tiempo de guerra. Era una simple milicia de infantería, que se equipaba a sus expensas, difícil de reunir, lenta en sus movimientos. Después de Poitiers, Carlos resolvió crear, siguiendo el ejemplo de los árabes, una caballería que pudiera moverse rápidamente para encontrarse con el enemigo, y reemplazar la ventaja numérica por la de la movilidad. Tal novedad presuponía una transformación radical de los usos anteriores. A los hombres libres no se les podía exigir que mantuvieran un caballo de guerra, que adquirieran costosos equipos de caballería o que aprendieran a luchar a caballo.
Para lograr este objetivo, era necesario crear una clase de guerreros con los recursos correspondientes al rol que se esperaba de ellos. Se hizo un gran reparto de tierras a los más robustos vasallos del alcalde de palacio, que no dudaron en secularizar, para tal fin, un buen número de propiedades eclesiásticas. Cada hombre de armas recompensado con una tenencia o, para usar el término técnico, un beneficio, estaba obligado a criar un caballo de guerra y a proporcionar el servicio militar en todas las necesidades. Un juramento de fidelidad reforzaba aún más estas obligaciones.
El vasallo, que al principio no era más que un sirviente, se convertía así en un soldado, cuya existencia estaba asegurada por la posesión de una parcela de tierra. La institución se extendió muy rápidamente por todo el reino. Las inmensas propiedades de la aristocracia permitían a cada uno de sus miembros constituir una tropa de jinetes, y no dejaron de hacerlo. El nombre original de beneficio desapareció un poco más tarde, reemplazado por el de feudo. Pero la organización feudal misma, en su mayor parte, se encontraba en las medidas tomadas por Carlos Martel.
Fue la mayor reforma militar que Europa había conocido antes de la aparición de los ejércitos permanentes. Iba a tener un profundo impacto en la sociedad y en el Estado. En su esencia, no era más que una adaptación del ejército a una época en la que el gran dominio dominaba toda la vida económica, y tuvo como consecuencia dar a la aristocracia terrateniente el poder militar junto con el poder político. El viejo ejército de hombres libres no desapareció, pero no era más que una reserva a la que se recurría cada vez menos.

## Relación con la Iglesia

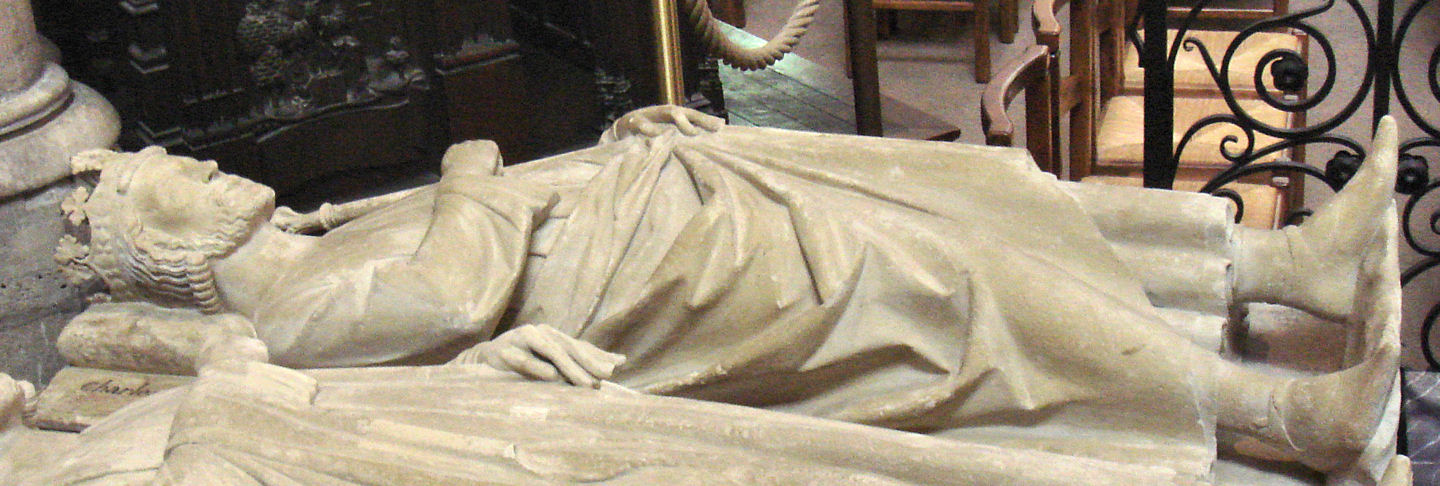
Sepulcro de Carlos Martel en la Basílica de Saint-Denis, en la localidad de Saint-Denis, cerca de París.

Para ganarse al apoyo y afecto de los aristócratas francos que le habían ayudado y ayudaban, Carlos Martel entregaba grandes sumas de dinero y tierras, unas provenientes de los territorios recién anexionados, de confiscaciones y también aquellas sin dueño, pero cuando no bastaban ordenaba a la secularización de una buena parte del patrimonio de la Iglesia, que era la mayor terrateniente del reino franco. Además comenzó a intervenir en el nombramiento de obispos y abades a favor de personas que carecían de las mínimas condiciones morales para ejercer cargos.
A raíz de ello, la Iglesia fomentó la imagen de Carlos como un expoliador del patrimonio eclesiástico y vulnerador de las prerrogativas y libertades al designar cargos que, en teoría, no atañían a su persona. Huelga decir que el acicate fue que era hijo bastardo, a pesar de que hubiese sido el "salvador de la cristiandad" tras la Batalla de Poitiers.
Carlos Martel no cayó muy bien en los Estados Pontificios, pero el papa Gregorio III nada hizo al respecto por no querer romper las relaciones con el reino franco ya que el advenimiento lombardo representaba una seria amenaza. El rey lombardo Liutprando, aliado de Carlos Martel, atacó Roma en venganza del apoyo papal al Ducado de Spoleto. El papa Gregorio III pidió ayuda a Carlos Martel con una embajada que llegó ante el mayordomo de Austrasia, por lo que Carlos apenas mandó una legación a Roma para que garantizase un pacto de no agresión a los Estados Pontificios a cambio de que el rey lombardo pudiera ocupar Rávena; así quedó saldada una empresa que hacía peligrar la integridad del papado.
Lo único que quedaba para Carlos era mitigar las hostilidades de gran parte del clero franco.

## Creación de la línea carolingia
A la muerte de Teodorico IV (737), Carlos, afianzado en su gran poder, decide no escoger sucesor alguno, asume todo el poder del reino franco y reina, ilegalmente, hasta su muerte.
```
   ┌─ 
Ansegisel
 (¿?-†679), Mayordomo de palacio de Austrasia (629-639) 
┌─ 
Pipino de Heristal llamado 
el joven
 (635-†714), 
│  │    mayordomo de palacio de Austrasia (680), de Neustria (687) 
│  │    y de 
Borgoña
 (687), así como 
dux et princeps francorum
 
│  │    (duque y príncipe de los francos) 
│  └─ 
Begga
 (620-†693) 
│

Carlos Martel

│
│  ┌─ X
└─ 
Alpaïde de Bruyères
 (¿?-¿?) 
   └─ X
```

```
Carlos Martel

 1) casa con 
Rotrudis de Tréveris

 2) casa en 725 con 
Swanahilde de Baviera
 
(
dinastía Agilolfinga
)

 3) casa con 
Ruodhaid

 4) una concubina
 │
 ├─De 1 
Carlomán
 (707-†17 de agosto de 754 en Roma), mayordomo de palacio de Austrasia (741-747). 
 │      Casó con X.
 │      Luego fue monje de 
Montecassino
.
 │
 ├─De 1 
Pipino el Breve
 (715-†768), mayordomo de palacio de Borgoña (741), de Neustria (741) y 
 │        de Austrasia (747), rey de los 
francos
 (751).
 │      Casa en 744 con 
Bertrade o Berthe de Laon llamada 
la pie grande
 (
familia de los Hugobértidas
)
.
 │
 ├─De 1 
Hiltrude
 (720-†754). 
 │      Casa con 
Odilón I de Baviera
 
(dinastía Agilolfinga)
.
 │
 ├─De 1 
Aldana o Aude
 (732-†
755
). 
 │      Casa con Théodoric, conde de Autun.
 │
 ├─De 2 
Grifón
 (726-†753). 
 │
 ├─De 3 
Bernard
 (725-†787), Abad de Saint-Quentin y 
conde de Saint-Quentin
. 
 │      Casa con X.
 │
 ├─De 4 
Jérôme
 (¿?-† aprox. 775), Abad de Saint-Quentin.
 │
 └─De 4 
Remigio
 (¿?-†771), 
obispo de Ruan
.
```

A su muerte, su poder es repartido entre sus dos hijos:
- Carlomán, que obtiene Austrasia, Alemania y Turingia (no confundir con Carlomagno)
- Pipino el Breve, que hereda Neustria, Borgoña y Provenza

## Muerte
Carlos Martel murió el 22 de octubre de 741 en Quierzy. Fue enterrado en la Basílica de Saint-Denis a petición suya: de hecho, había mandado educar allí a su hijo Carlomán.
Aunque no obtuvo jamás el título de rey, pese a tener más poder que los soberanos francos de la época, la dinastía merovingia estaba en ese momento en plena decadencia. Su poder marcó las primeras bases de la línea carolingia, confirmada por la consagración de Pipino el Breve el 28 de julio de 754. Hasta entonces, se denomina línea pipíada.